# Вулкос, Питер
Питер Вулкос (англ. Peter Voulkos; имя при рождении: Панайотис Гарри Вулкос; 29 января 1924, Бозман, Монтана — 16 февраля 2002, Боулинг-Грин, Огайо) — американский художник, известный своими абстрактными экспрессионистскими керамическими скульптурами. Он основал факультеты керамики в Художественном институте округа Лос-Анджелес и в Калифорнийском университете в Беркли.

## Биография

### Ранний период жизни
Питер Вулкос родился третьим из пятерых детей у родителей-иммигрантов из Греции, Аристулоса И. Вулкопулоса (Гарри (Арис) Джона Вулкоса) и Эффросини (Эфросина) Питер Вулалас. После школы работал учеником литейщика на корабельном заводе в Портленде. В 1943 году Питер Вулкос был призван в армию Соединённых Штатов во время Второй мировой войны и служил в качестве стрелка самолёта в Тихом океане.

### Керамика специализация
Вулкос учился живописи и гравюре в Государственном колледже Монтаны в Бозмане (ныне Государственный университет Монтаны), где он увлёкся керамикой, его преподавателем была Фрэнсис Сенска, создатель учебной программы по искусству керамики. 25 фунтов глины, выдаваемых в колледже было недостаточно, и в поисках материала Вулкос собирал глину шин грузовиков, которые останавливались у ресторана, где он подрабатывал.
Он получил степень магистра изящных искусств (MFA) в области керамики в Калифорнийском колледже искусств и ремёсел в Окленде. После чего он вернулся в Бозман и начал свою карьеру в гончарном бизнесе вместе с одноклассником Руди Аутио, производящим функциональную посуду.
В 1951 году Вулкос и Аутио стали первыми художниками-резидентами Фонда керамических искусств Арчи Брея в Хелене, штат Монтана.
В 1953 году Вулкос был приглашен на летний курс керамики в Блек Маунтин колледж в Эшвилле, Северная Каролина. После этого художник отказался от своего традиционного обучения, и вместо того, чтобы создавать гладкие, классические керамические формы и сосуды, он начал экспериментировать с необработанной глиной, часто оставляя свои работы с порезами и проколами.
В 1954 году, после основания кафедры художественной керамики в Колледже искусств и дизайна Отиса, который называется Художественный институт округа Лос-Анджелес, его работы начали носить абстрактный характер. В 1959 году он впервые представил свою «тяжелую» керамику на выставке в галерее Ландау в Лос-Анджелесе. Это вызвало бурные дискуссии в мире керамики: как гротескные формы скульптур, так и сочетание искусства и ремесла. Вскоре Вулкос перешёл в Калифорнийский университет в Беркли.

### Факультет керамики Калифорнийского университета в Беркли
В 1959 году, сразу после перехода в Калифорнийский университет в Беркли, он сформировал программу обучения по керамике, которая, позже, стала основой факультета дизайна. В начале 1960-х он построил бронзовый литейный цех за пределами кампуса и начал выставлять свои работы в Нью-Йоркском музее современного искусства.
В 1967 году Вулкос стал профессором в Беркли и продолжал преподавать до 1985 года.
На аукционе в Нью-Йорке в 2001 году скульптура Питера Вулкоса 1986 года была продана в 72 625 долларов США Европейскому музею.
Он умер от сердечного приступа 16 февраля 2002 года, после проведения семинара по керамике в колледже в Университете штата Боулинг-Грин, штат Огайо.

## Творчество

### Описание
В то время как его ранние работы обжигались в электрических и газовых печах, позже он, главным образом, использовал анагамы Питера Калласа. Питер Вулкос также является одним из тех, кто способствовал популярности керамики, как эстетического искусства, а не только как утилитарного материала. При создании факультета керамики в Калифорнийском университете в Беркли его ученикам было разрешено делать чайник, «только если он не работал» Его часто называют абстрактным экспрессионистским керамистом.
Скульптуры Вулкоса известны своим объёмом, свободно сформированной конструкцией и агрессивным и энергичным оформлением. Во время формовки он энергично рвал, растирал и выкалывал их поверхности скульптуры. В некоторые периоды своей карьеры он отливал скульптуры из бронзы, а некоторые ранние керамические работы были покрыты стеклом или краской.
Питер Вулкос проводил множество лекции и семинаров по керамике, на которых он демонстрировал создание скульптур
В 1979 году Питер Каллас познакомил Вулкоса с использованием дровяной японской печи анагамы. Каллас сотрудничал с художник в течение следующих 23 лет. Большая часть поздних работ Вулкоса была обожжена в анагаме Калласа, которая сначала находилась в Пирмонте, штат Нью-Йорк, а затем в Белвидере, штат Нью-Джерси. Это уникальное партнёрство и связанная с этим работа, по мнению многих кураторов и коллекционеров, являются самым продуктивным периодом в карьере Вулкоса.

## Награды
- 1959: премия Родена[6]
- 1984: стипендия Гуггенхайма[6]
- 1997: Премия за выдающегося достижения от Колледжа художественной ассоциации[6]

## Личная жизнь
Маргарет Кон — первая жена
- Пир — дочь, художник, специализируется на полимерной глине[15]

Энн — вторая жена
- Арис — сын[4]

В начале 1980-х Питер Вулкос прошёл курс лечения от алкогольной и кокаиновой зависимости.